# Runanawa
Runanawa (Ruynanawa, Runanaua, Rununawa) /=povo da Cobra, / pleme američkih Indijanaca iz brazilske države Acre. Jezično pripadaju porodici panoan. Ne smiju se brkati s Ruanawa (Ruanagua).